# 扎胡

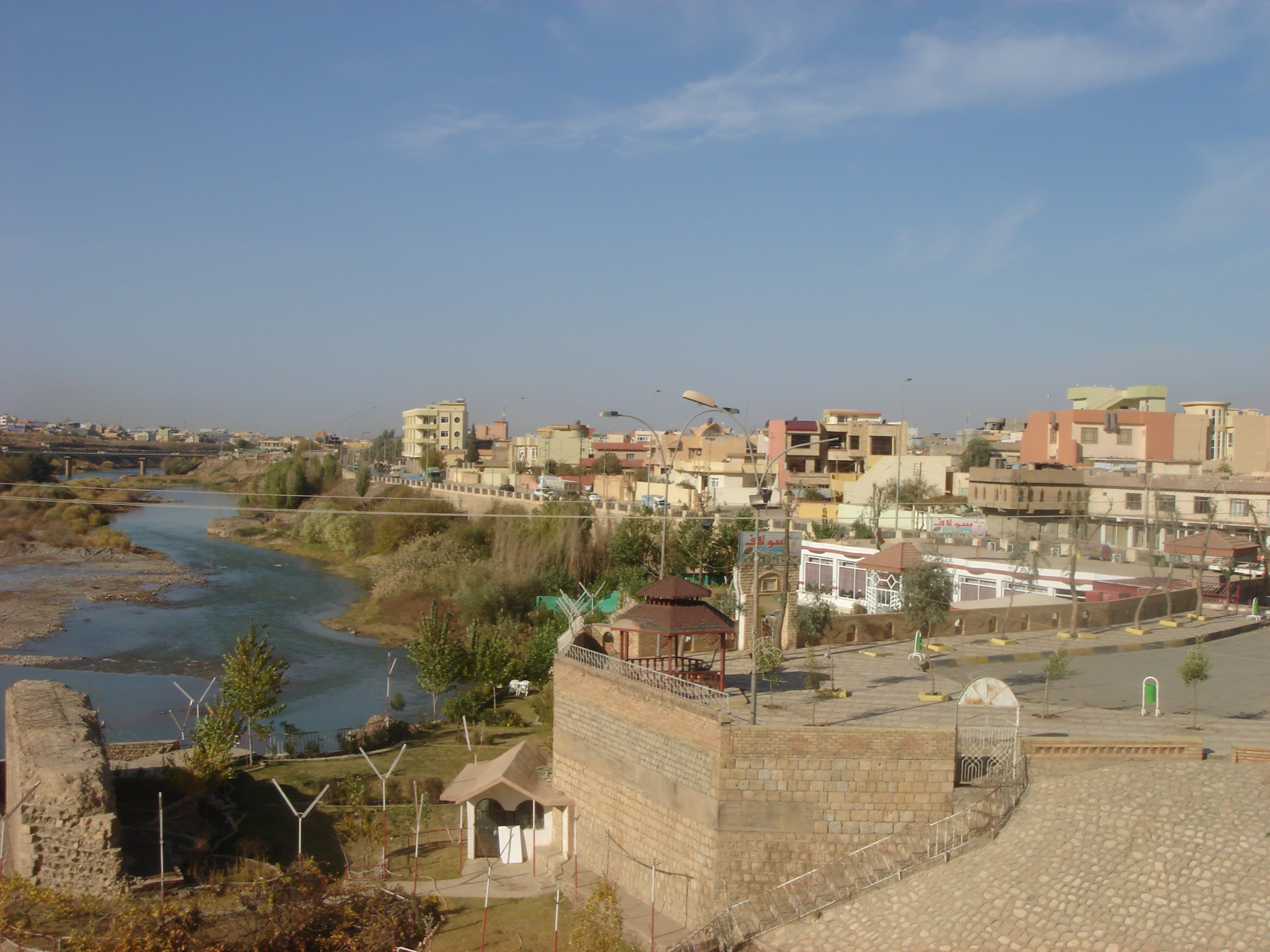

扎胡是伊拉克的城鎮，位於該國北部，由杜胡克省負責管轄，毗鄰與土耳其接壤的邊境，海拔高度440米，2012年人口219,006，居民大多數是庫爾德人。

## 外部連結
- Iraq Image - Zakho Satellite Observation

37°09′N 42°41′E / 37.150°N 42.683°E